# 2264 Sabrina
2264 Sabrina este un asteroid din centura principală, descoperit pe 16 decembrie 1979 de Edward Bowell.